# Serafín Ajuria Urigoitia
Serafín Ajuria Urigoitia (Bilbao, 27 de julio de 1879-Vitoria, 3 de marzo de 1937) fue un empresario español.

## Biografía
Empezó su actividad industrial en la pequeña localidad alavesa de Araia con su hermano Carlos Ajuria Urigoitia. En 1901, junto con su socio Segundo Aranzabal, compraron la empresa Metalúrgica Vitoriana, que se encontraba en crisis, donde montaron los primeros hornos eléctricos de fabricación española para la obtención de acero. Cuando murió Aranzabal en 1921, se constituyó la empresa como Ajuria, S.A. que dirigió hasta su muerte.
En esos momentos ejercía de diputado provincial, miembro de la Junta Carlista de Guerra, vocal de la Junta del Hospicio, consejero del Banco de España y de la Junta de fábrica de la parroquia de San Miguel. En 1942, el Ayuntamiento vitoriano dio su nombre a un camino aledaño a la fábrica de Ajuria, luego absorbido por la avenida de Gasteiz. En 1960 recibió su nombre la calle que nace en la de Adriano VI, terminando en la del beato Tomás de Zumárraga, siendo posteriormente el nombre del barrio.
Durante el I Congreso Nacional de Ingeniería Agronómica se mencionaba, de manera expresa, a Ajuria S.A. (Vitoria y Araia). En 1954, era la mayor empresa de fabricación de maquinaria agrícola y poseía cerca de 1000 trabajadores y un cupo de 1400 toneladas anuales.
Fue el primer dueño del palacete de Ajuria Enea, actual residencia oficial del Lehendakari del Gobierno Vasco.